# Josip Daneš
Josip Daneš, slovenski gledališki igralec, * 27. marec 1883, Ljubljana, † 26. marec 1954, Zagreb.
Josip Daneš, s pravim imenom Josip Gradiš, se je rodil očetu Josipu st. in materi Ani (rojena Gredlić), po poreklu Hrvatici. Po štirih razredih gimnazije v Zagrebu je v Ljubljani končal Mahrovo trgovsko šolo. Sprva je igral v potujočih igralskih skupinah po Hrvaški in Bosni, tudi pod vodstvom Leona Dragutinovića. V gledališki sezoni 1904–1905 je bil član ljubljanskega Deželnega gledališča, 1906–1907 Slovenskega gledališča v Trstu, pozneje je pogosto menjaval angažmaje; 1911–1914 je ponovno nastopal v Trstu. Po končani vojni je v letih 1918−1922 nastopal v Narodnem gledališču v Ljubljani, 1927–1930 v mariborskem gledališču, 1930–1941 v Ljubljani, po letu 1945 pa je bil angažiran v Zagrebu. 
Daneš je bil med obema svetovnima vojnama eden najpopularnejših slovenskih komičnih in karakternih igralcev, mojster toplega, a tudi pretresljivega humorja, s katerim je interpretiral nebogljene, zapostavljene ljudi. Napisal je tudi libreto za opero Čudež olimpijade (okoli leta 1935) in spomine potujočega igralca Za vozom boginje Talije (1936).